# Jean Geoffroy (peintre)
Pour les articles homonymes, voir Jean Geoffroy et Géo.
Jean Geoffroy, également connu sous le pseudonyme de Geo ([ʒo]), né le 1er mars 1853 à Marennes et mort le 15 décembre 1924 à Paris, est un peintre et illustrateur français.

## Biographie
Fils de Jean-Baptiste Geoffroy, tailleur d'habits, et de Rosalie Dickinson, élève de Léon Bonnat, puis d’Eugène Levasseur et d'Adolphe Yvon, Jean Geoffroy débute au Salon de 1874, puis expose au Salon des artistes français dont il devient sociétaire en 1883. Cette même année, il reçoit une mention honorable, une médaille de troisième classe en 1886, une médaille d'or en 1900 à l'Exposition universelle. Il est nommé chevalier de la Légion d'honneur en 1885.
Jean Geoffroy pratique les scènes de genre, les portraits, et se fait une réputation en peignant les charmes de l'enfance (Le Compliment un jour de fête à l’école, musée de l'Échevinage de Saintes). Au début de sa carrière, il habite chez un couple d'instituteurs, au-dessus d'une école. Il sait traduire avec une incontestable sincérité, le charme naïf des écoliers. Il peint de nombreuses scènes de genre pittoresques aux accents naturalistes. Parmi ses œuvres, on cite : Prière des humbles ou L'Abandonnée, Le Jour de la visite à l'hôpital, Les Résignés, Les Convalescents, L'Asile de nuit, Les Affamés, Le Collier de misère.
Vers 1876, il rencontre l'éditeur Hetzel qui l'engage comme illustrateur de livre pour l'enfance et la jeunesse. À partir de 1880, il signe ses illustrations du pseudonyme de Geo.
Il est inhumé au cimetière parisien de Pantin (2e division).

## Distinctions
- Chevalier de la Légion d'honneur (1885).

## Collections publiques
- Amiens : Les Infortunés.
- Bayeux : Enfant pauvre.
- Beaune, musée des Beaux-Arts :
  - La Convalescente ;
  - La grande salle des pauvres.
- Birmingham : L'École maternelle.
- Cambrai : Le Collier de misère (disparu).
- Clermont Ferrand : L'enfant malade.
- Dijon : musée des Beaux-Arts : Prière des humbles.
- La Rochelle, musée des Beaux-Arts : Retour à la vie.
- Rouen : musée national de l'Éducation : Un futur savant, l'écolier embarrassé.
- Mulhouse : Un malheureux.
- Niort, musée Bernard-d'Agesci : L'Asile de nuit, 1891.
- Paris :
  - musée d'Orsay : Les Infortunés, Les Résignés.
  - Petit Palais : La Goutte de lait, 1903, triptyque, dépôt du musée de l'Assistance publique - Hôpitaux de Paris[5].
- Rochefort : La Crèche.
- Roubaix, La Piscine : L'Arrivée à l'école[6].
- Saintes, musée de l'Échevinage : La Conquête d'un parapluie, Le Compliment un jour de fête à l’école[7].
- Tourcoing : Les Convalescents, aquarelle.
- Trieste : Les Affamés.

Œuvres de Jean Geoffroy
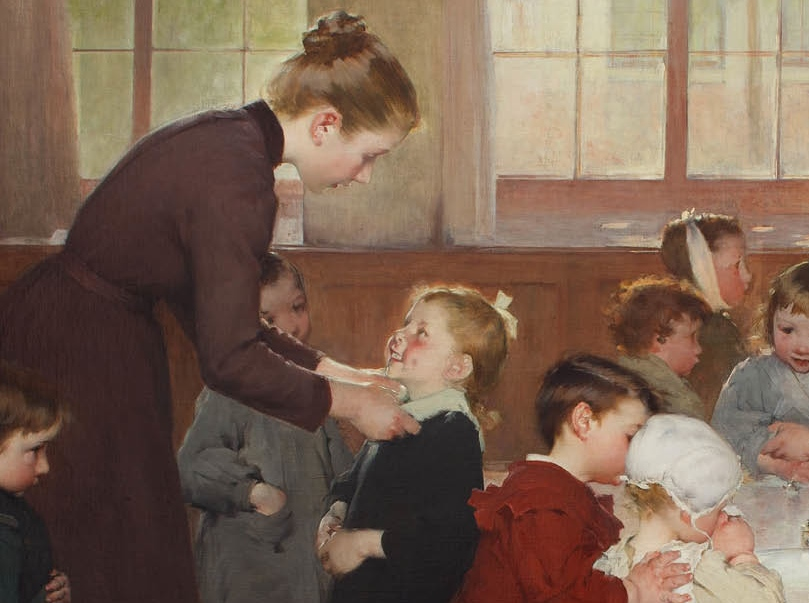
À l’école, localisation inconnue.
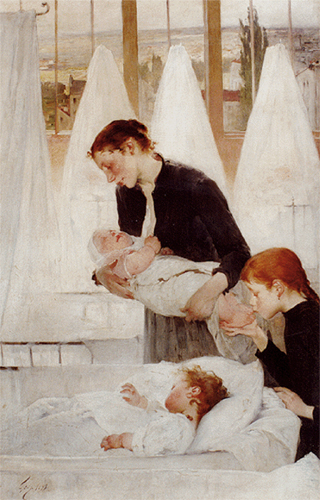
La Crèche, Porto Alegre, musée d'Art Rio Grande do Sul Ado Malagoli.
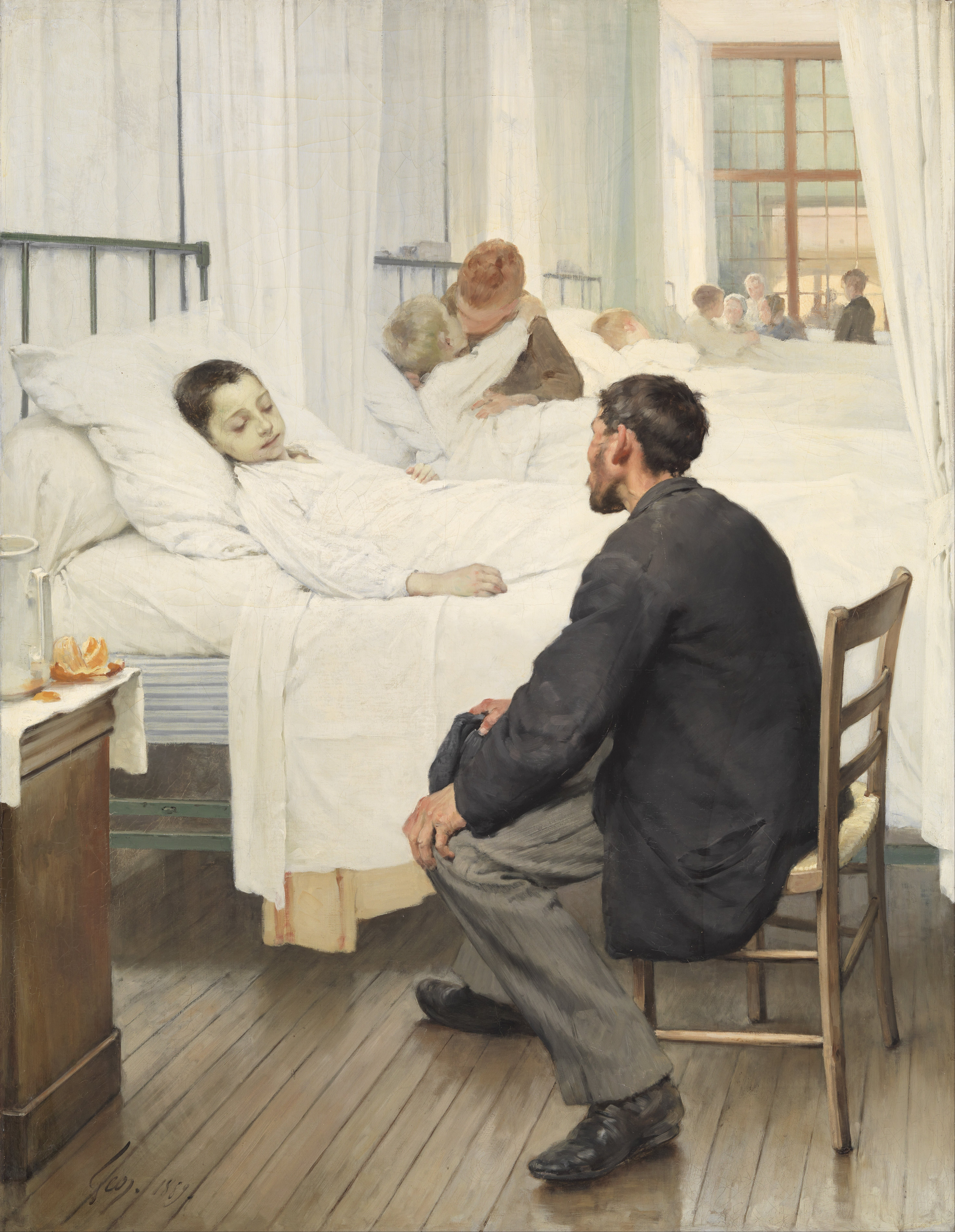
Le Jour de la visite à l'hôpital (1889), Paris, musée d'Orsay.
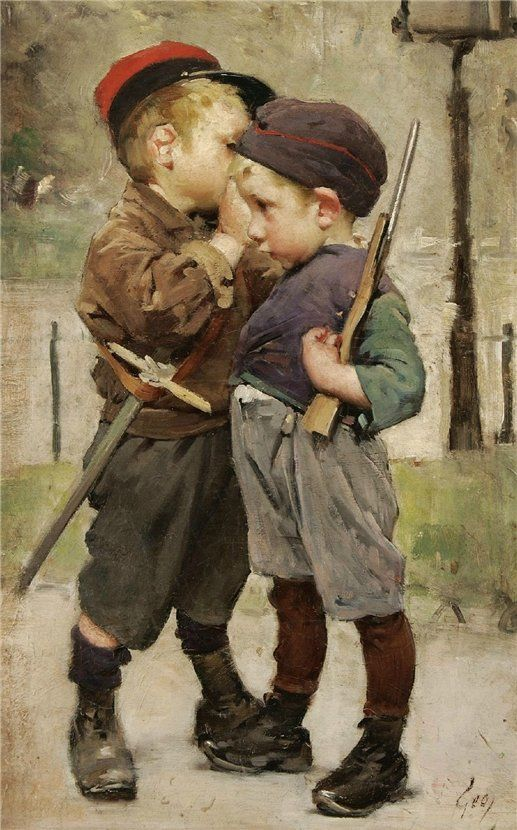
La Consigne, localisation inconnue.
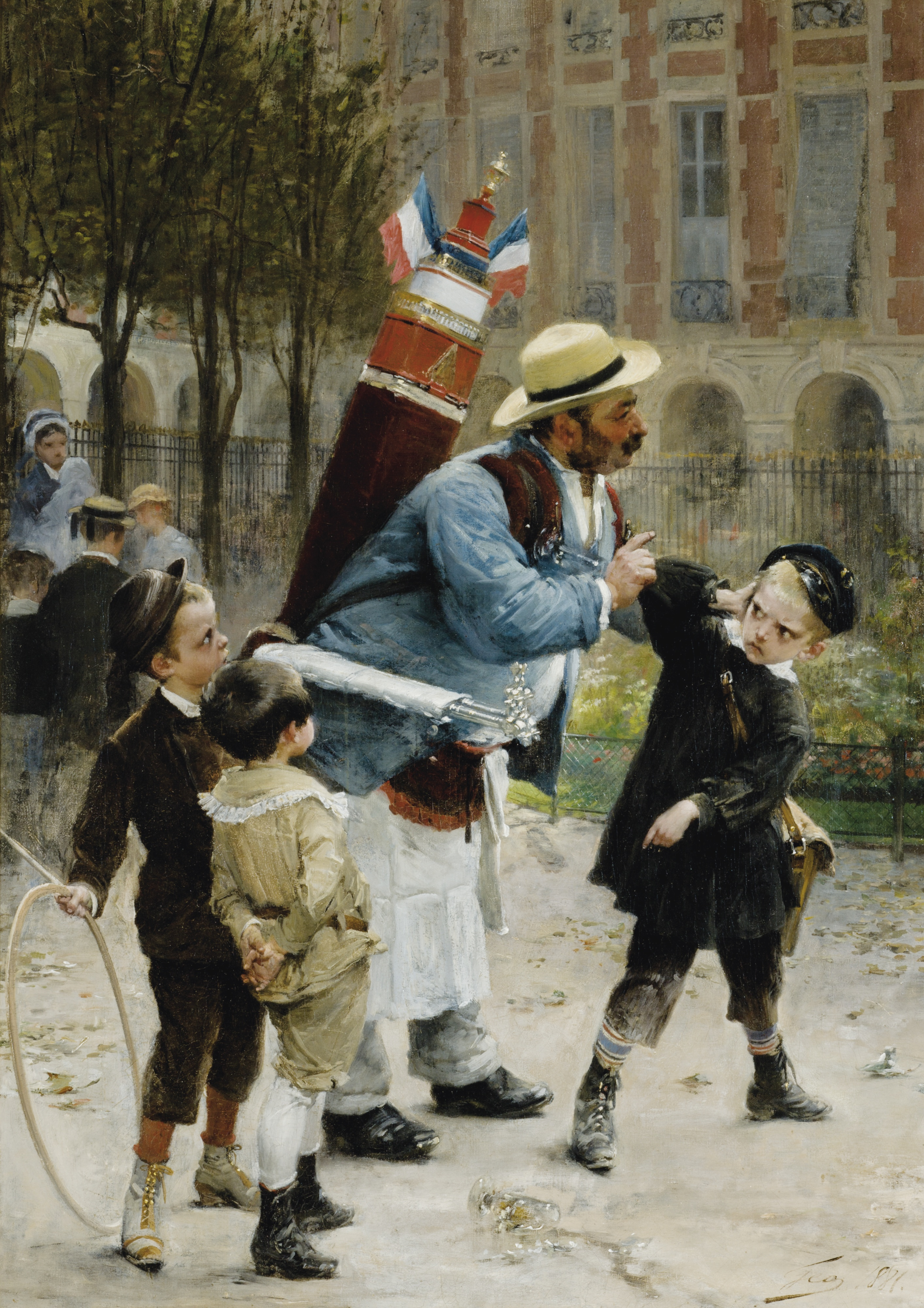
Qui casse les verres les paie, localisation inconnue.
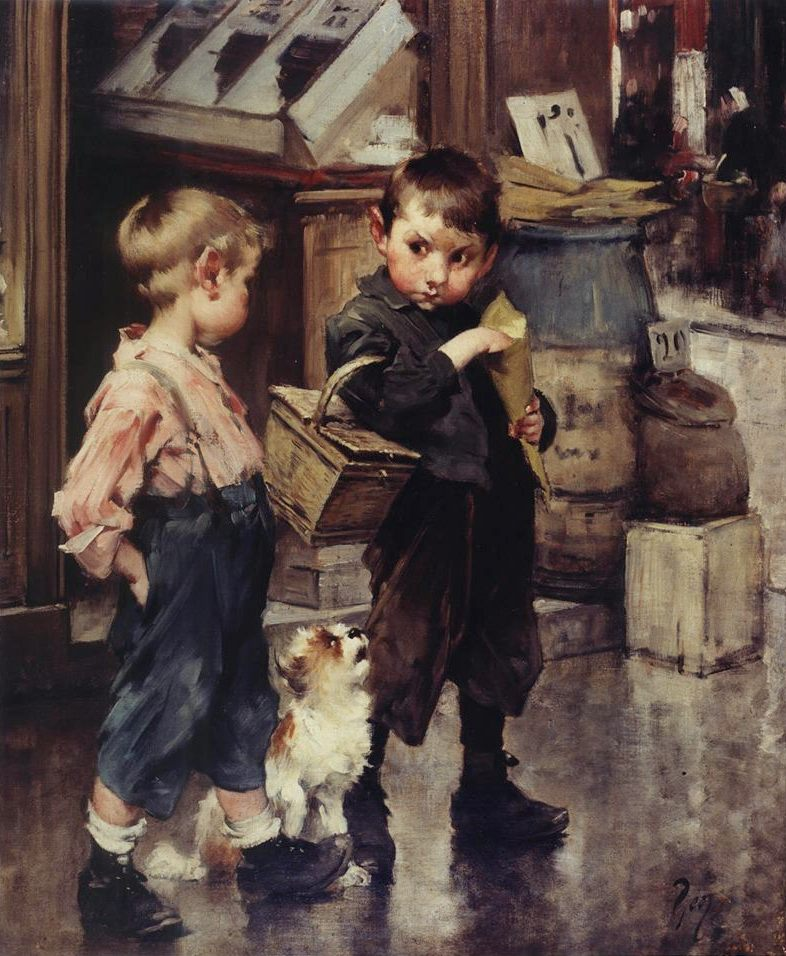
Le Partage difficile, musée Antônio Parreiras (pt).
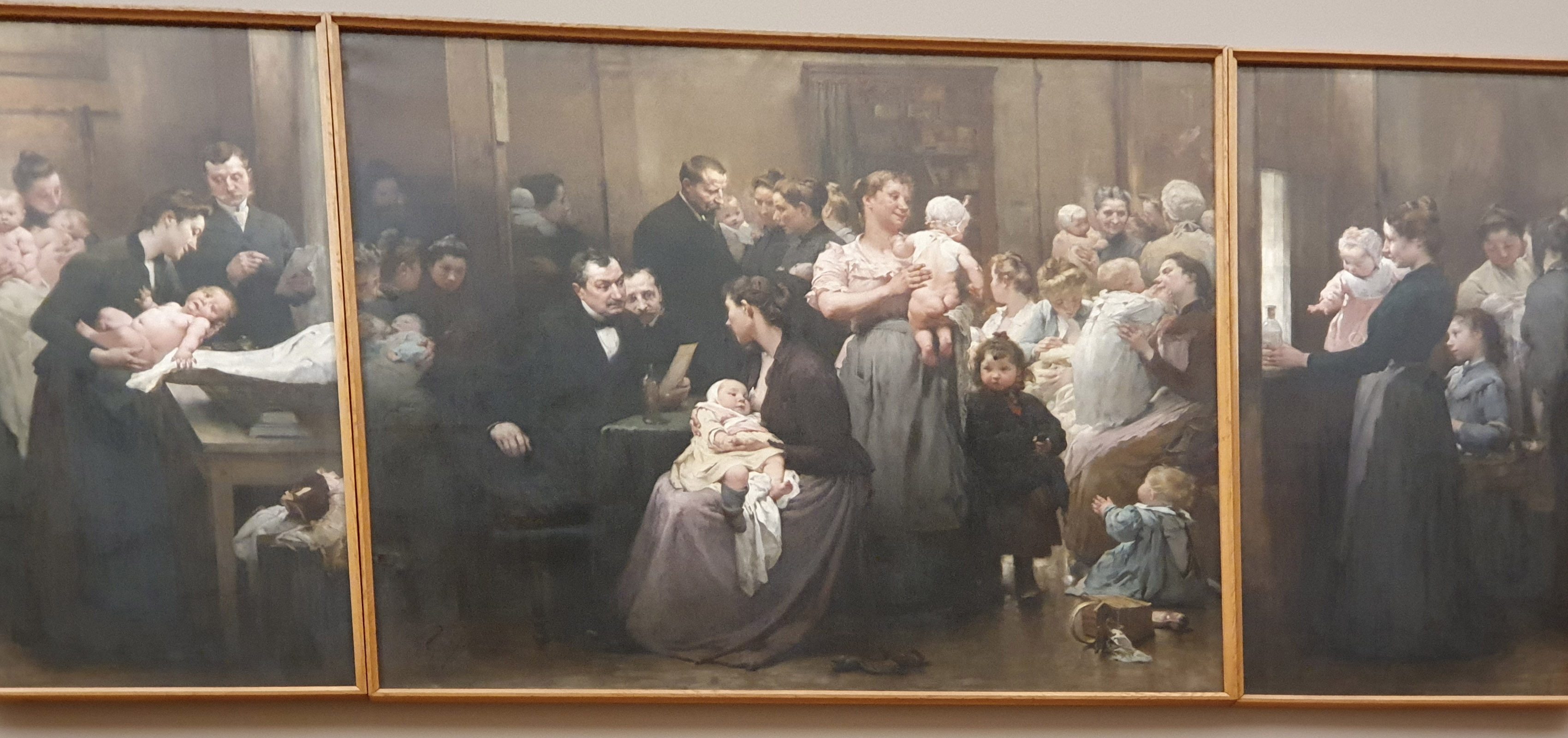
La Goutte de lait (1903), Paris, Petit Palais.
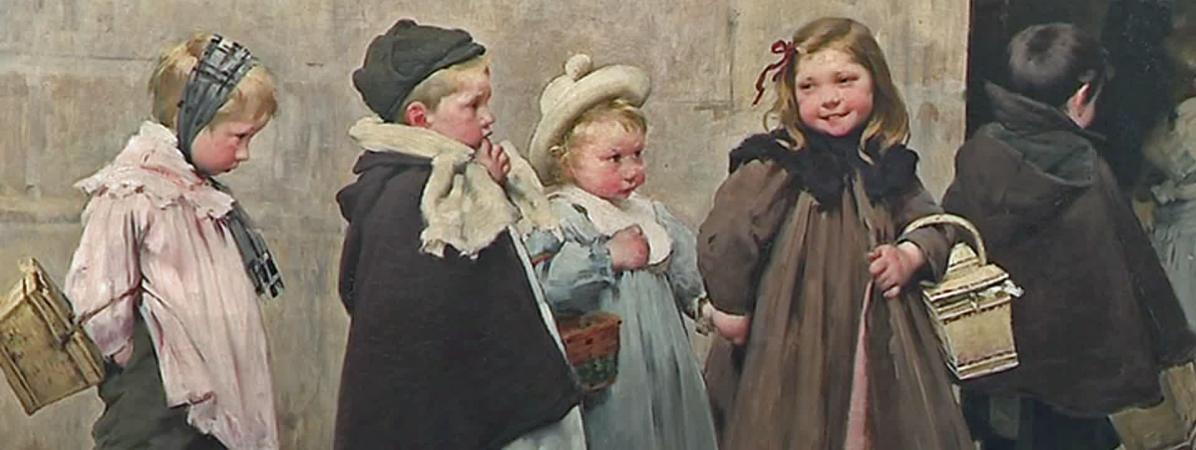
L'Arrivée à l'école (1909), Roubaix, La Piscine.

## Expositions
- « Jean Geoffroy, une œuvre de généreuse humanité », rétrospective, Saintes, musée de l'Échevinage, du 16 mai au 31 octobre 2015.
- Moulins, musée Anne-de-Beaujeu, à partir du 28 novembre 2015, accueil de la rétrospective de Saintes.
- Chatou, maison Fournaise, jusqu'au 4 novembre 2018, deux tableaux de Geo sont présentés dans le cadre de l'exposition L'âge de raison vu par les peintres au XIXe siècle.